# Arz (Fluss)
Der Arz ist ein Fluss in Frankreich, der im Département Morbihan in der Region Bretagne verläuft. Er entspringt in der Landschaft Landes de Lanvaux, im Gemeindegebiet von Plaudren, entwässert generell in südöstlicher Richtung, durchquert im Oberlauf den Regionalen Naturpark Golfe du Morbihan und mündet nach rund 66 Kilometern im Gemeindegebiet von Saint-Jean-la-Poterie, gegenüber von Redon, als rechter Nebenfluss in den Oust.

## Orte am Fluss
(Reihenfolge in Fließrichtung)
- Plaudren
- Elven
- Le Cours
- Molac
- Rochefort-en-Terre
- Saint-Jacut-les-Pins
- Saint-Perreux